# Station Drzewica
Station Drzewica is een spoorwegstation in de Poolse plaats Drzewica.